# Boji

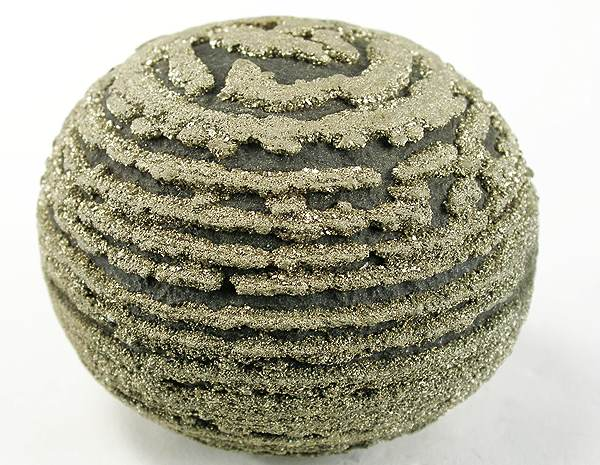
Boji aus Dongchuan, Kunming, Yunnan, China (Größe: 6,2 cm × 6,2 cm × 5,0 cm)

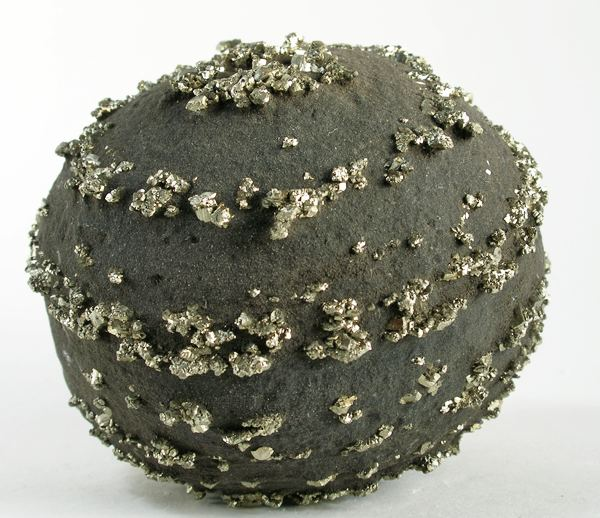
Weiterer Boji aus dem gleichen Fundort, aber von anderer Form (Größe: 7,9 cm × 7,5 cm × 6,4 cm)

Boji (auch Bojistein) ist ein Handelsname und ein geschütztes Warenzeichen der Firma Boji Inc. für eine spezielle Varietät von Pyrit, genauer ein Mineral-Aggregat oder besser eine Konkretion aus Pyrit und Limonit mit knollig-kugeligem oder auch linsenförmigem Aussehen. Um den Handelsnamen zu umgehen, sind gelegentlich auch Bezeichnungen wie Kiesball oder Pop-Rock im Umlauf.

## Bildung und Fundorte
Bojisteine entstehen sekundär durch die Freisetzung von Schwefel beim Zerfall organischer Materialien im Schlamm des Meeresgrunds. Unter Luftabschluss verbindet sich Schwefelwasserstoff mit Eisenverbindungen zu Pyrit-Konkretionen mit knolligem oder kugeligem Aussehen. Nach der Verdichtung des Schlamms zu tonigen Sedimenten bleiben die Knollen im Gestein eingeschlossen, bis sie zu einem späteren Zeitpunkt durch Verwitterung wieder freigelegt werden, da sie verwitterungsresistenter als Tonstein sind. Hierbei wandelt sich die Pyritkonkretion durch Luftsauerstoff oberflächlich in Limonit um. Ähnlich wie  Pyrit neigen auch Bojisteine im Laufe von Jahrzehnten bis Jahrhunderten durch die Aufnahme von Wasser und fortschreitende Oxidation zum Zerfall, was durch Sulfatausblühungen sichtbar wird.
Große Vorkommen mit Bojisteinen finden sich unter anderem bei Dongchuan in China und in den US-amerikanischen Bundesstaaten Kansas, Nebraska, North- und South Dakota.

## Verwendung
Boji-Steine werden vor allem als Heilsteine genutzt. Esoteriker sehen in ihnen "Behältnisse von Energiezentren", die man durch "Streicheln" aktivieren kann. Eher eckige Bojis werden als "männliche" und eher glatte als "weibliche" Steine bezeichnet und bevorzugt zusammen angewendet.